# Sapindus
Genre
Classification APG III (2009)
Sapindus est un genre d'arbres de la famille des sapindacées. On le trouve dans toutes les régions tempérées chaudes et tropicales de la planète, en particulier en Asie. Il en existe des espèces feuillues et d'autres sempervirentes.

## Description
C'est un petit arbre au tronc court, dépassant rarement une douzaine de mètres de hauteur, et dont le feuillage alterne et de forme arrondie est constitué de tiges de 15 à 40 cm dotées de 14 à 30 folioles, et dont la foliole terminale est souvent absente.
Ses fleurs, qui apparaissent à la fin du printemps, forment de larges panicules d'une quinzaine de centimètres de diamètre composées de petites fleurs de couleur crème. 
Ses fruits, mûrs en automne, sont réunis en grappes de drupes translucides de 1 à 2 cm de diamètre et dotés d'une fine peau, de couleur jaune-orangé au début, puis jaune-marronné de plus en plus foncée en mûrissant, et contenant de 1 à 3 graines.

## Espèces
Le nombre d'espèces de sapindus est sujet à controverse, particulièrement en Amérique du Nord, où seulement 3 espèces sont reconnues.
- Sapindus delavayi, présente en Chine ;
- Sapindus drummondii, présente dans le Sud des États-Unis et au Mexique (considérée comme étant sapindus saponaria par certains) ;
- Sapindus emarginatus, présente en Asie du Sud ;
- Sapindus marginatus, présente de la Floride à la Caroline du Sud (considérée comme étant sapindus saponaria par certains) ;
- Sapindus mukorossi, l'arbre à savon, présent du sud de la Chine à l'Himalaya jusqu'au nord de l'Inde ;
- Sapindus oahuensis, endémique d'Hawaii ;
- Sapindus rarak, présente dans le Sud-Est de l'Asie ;
- Sapindus saponaria, présente dans l'archipel des Florida Keys, les Antilles et en Amérique centrale ;
- Sapindus tomentosus, présente en Chine ;
- Sapindus trifoliatus, présente dans le Sud de l'Inde et au Pakistan.

## Les noix de lavage

### Composition
Les fruits de Sapindus sont riches en saponine, un détergent naturel antibactérien qui protège le noyau. Contrairement aux idées reçues, c'est le noyau qui est toxique et non la saponine de Sapindus mukorossi. Selon le type de sapindus, cela peut les rendre toxiques en cas d'ingestion, et peut provoquer des réactions allergiques comme l'urticaire chez certaines personnes en cas de contact avec la peau. Sapindus mukorossi, l'arbre à savon, qui pousse en Inde et plus particulièrement dans les contreforts de l'Himalaya, est utilisé comme détergent par les Indiens. Sapindus mukorossi n'est pas toxique et est utilisé en médecine ayurvédique pour guérir les maladies de la peau. Les Indiens l'utilisent autant comme shampooing que comme détergent.

### Utilisation comme lessive

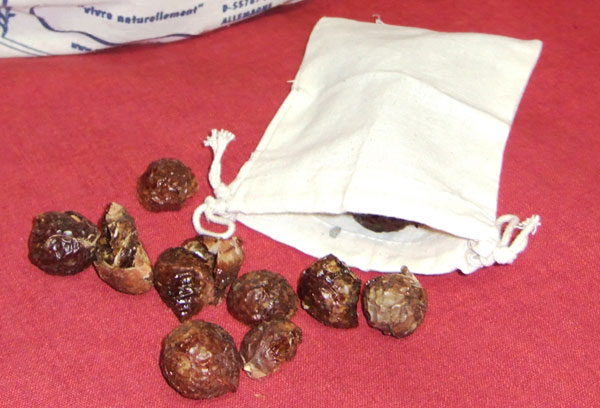
Un sac de « noix de lavage ».

En raison de leur teneur en saponine, les noix de sapindus sont utilisées comme alternative aux lessives classiques. Dans ce cas, les fruits sont appelés « noix de lavage » ou « noix de lavage indiennes ». Deux à trois coquilles placées dans un sac, dans le tambour d'une machine à laver, permettraient de laver le linge à partir de 30 °C, les coquilles pouvant être réutilisées plusieurs fois. L'utilisation des noix de lavage a pu être préconisé par le passé, comme en Algérie au début du XXe siècle. On peut ainsi lire dans le journal La Quinzaine coloniale de juin 1908 : « Le distingué président de la Société des Agriculteurs d'Algérie a longuement entretenu ses confrères des observations intéressantes agricoles qu'il a pu faire ces dernières années concernant la culture de ces végétaux. Il les engage fortement à transformer progressivement leurs cultures de vignes et à établir les cultures intensives qui abrègent considérablement des cultures d'attente. Il conseille la culture de l'olive dans les champs de vigne et la plantation en grand du savonnier (Sapindus). Cet arbre est de grand avenir car sa zone de croissance est restreinte et, devant la disparition progressive du bois de Panama, il n'y a pas à craindre de surproduction. De même beaucoup d'espèces favorables pourraient être cultivées avec de bonnes variétés greffées d'orangers et de mandariniers, et la consommation française pourrait bientôt être affranchie de l'importation espagnole. Ce mémoire très remarquable d'un travailleur est à méditer par tous les colons. ».

### Efficacité comme lessive
L'efficacité réelle des noix de lavage n'est pas établie : des associations de consommateurs ont procédé à des tests comparatifs et n'ont mesuré aucune différence avec un simple brassage à l'eau chaude. 
Une autre étude fait part elle aussi d'un résultat peu probant. Le résultat sur les taches profondes (cacao, graisse, …) serait très peu efficace. Parlant plutôt d'un produit à réserver pour le linge légèrement sale car très écologique.
Un autre test, cependant peu poussé comme l'avouent leurs auteurs, semble montrer une efficacité comparable aux lessives traditionnelles, avec toutefois une blancheur inférieure.
Dans la pratique, plus d'un milliard d'Indiens lavent encore à ce jour avec la noix de lavage [réf. nécessaire].

### Bilan écologique
Le bilan écologique des noix de lavage a été comparé au bilan écologique des lessives traditionnelles en 2007 par deux étudiants en sciences et ingénierie de l’environnement de l’École polytechnique fédérale de Lausanne (EPFL) : « En tenant compte de tout le cycle de vie, les noix ressortent partout meilleures pour l’écologie. Le transport en bateau ayant un impact bien moindre que la fabrication de la poudre. » .

## Galerie

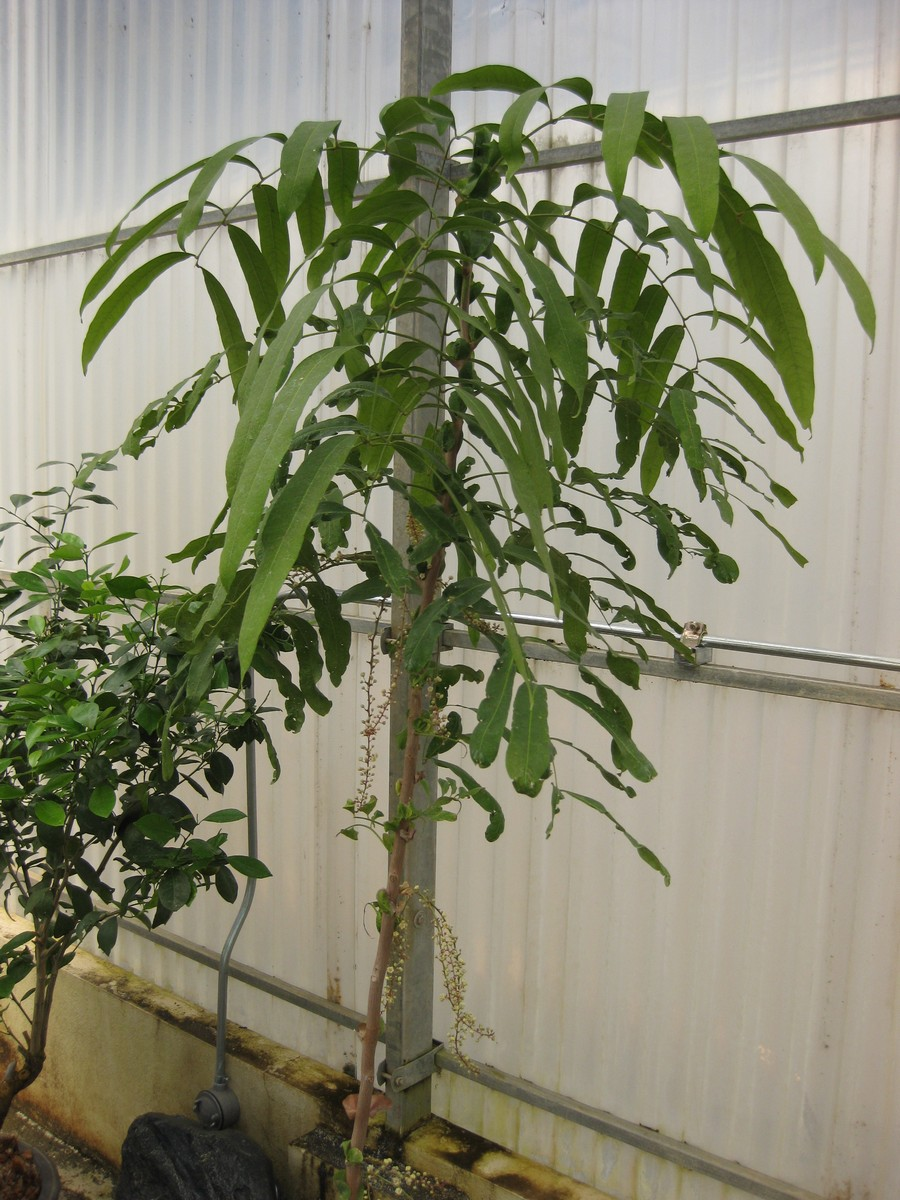
Vue d'ensemble d'un Lepisanthes fruticosa, nommé aussi Sapindus baccata, Jardin botanique de la reine Sirikit, Thaïlande
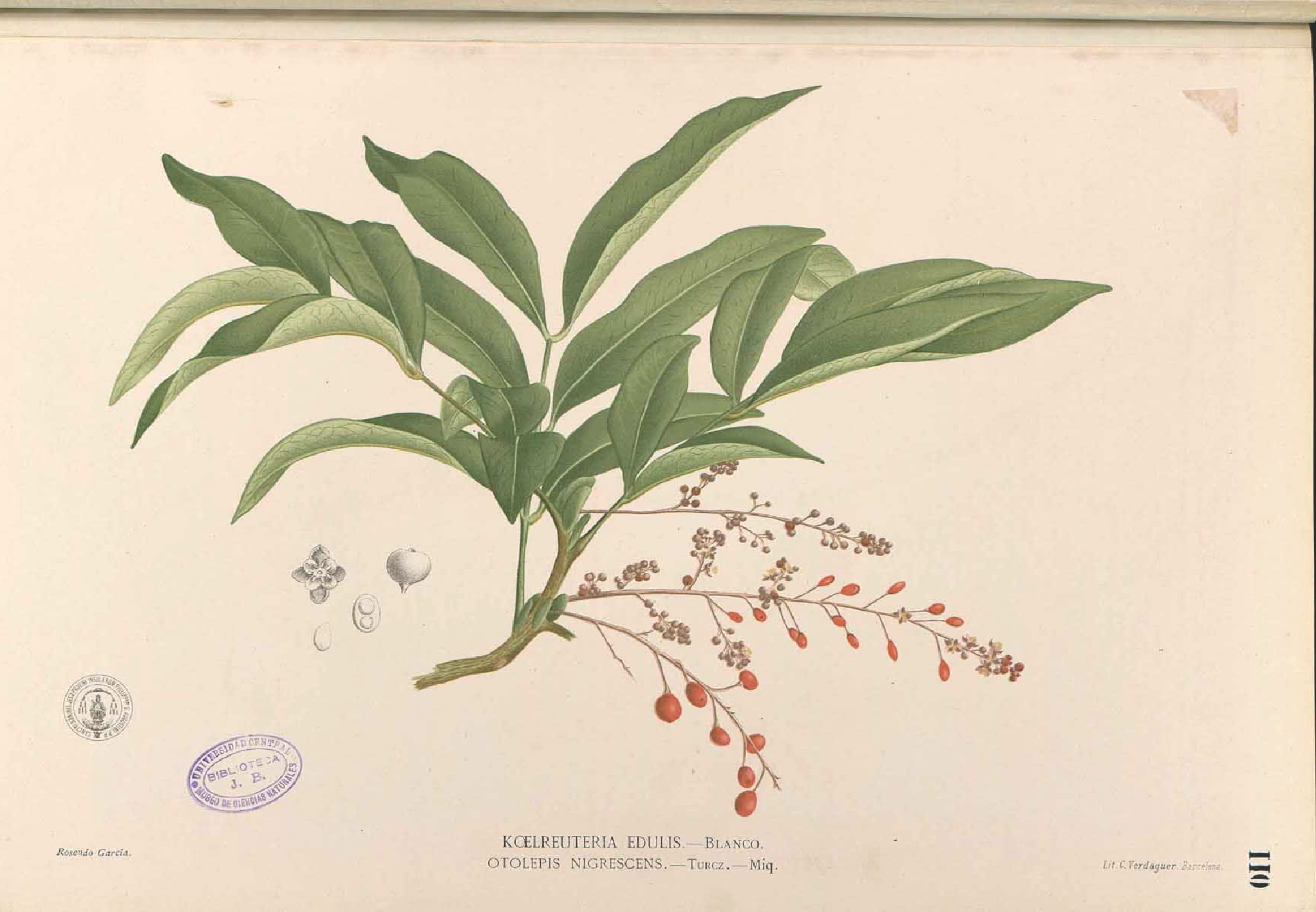
Planche de Sapindus baccata dessinée par le botaniste espagnol Francisco Manuel Blanco, publiée entre 1880 et 1883
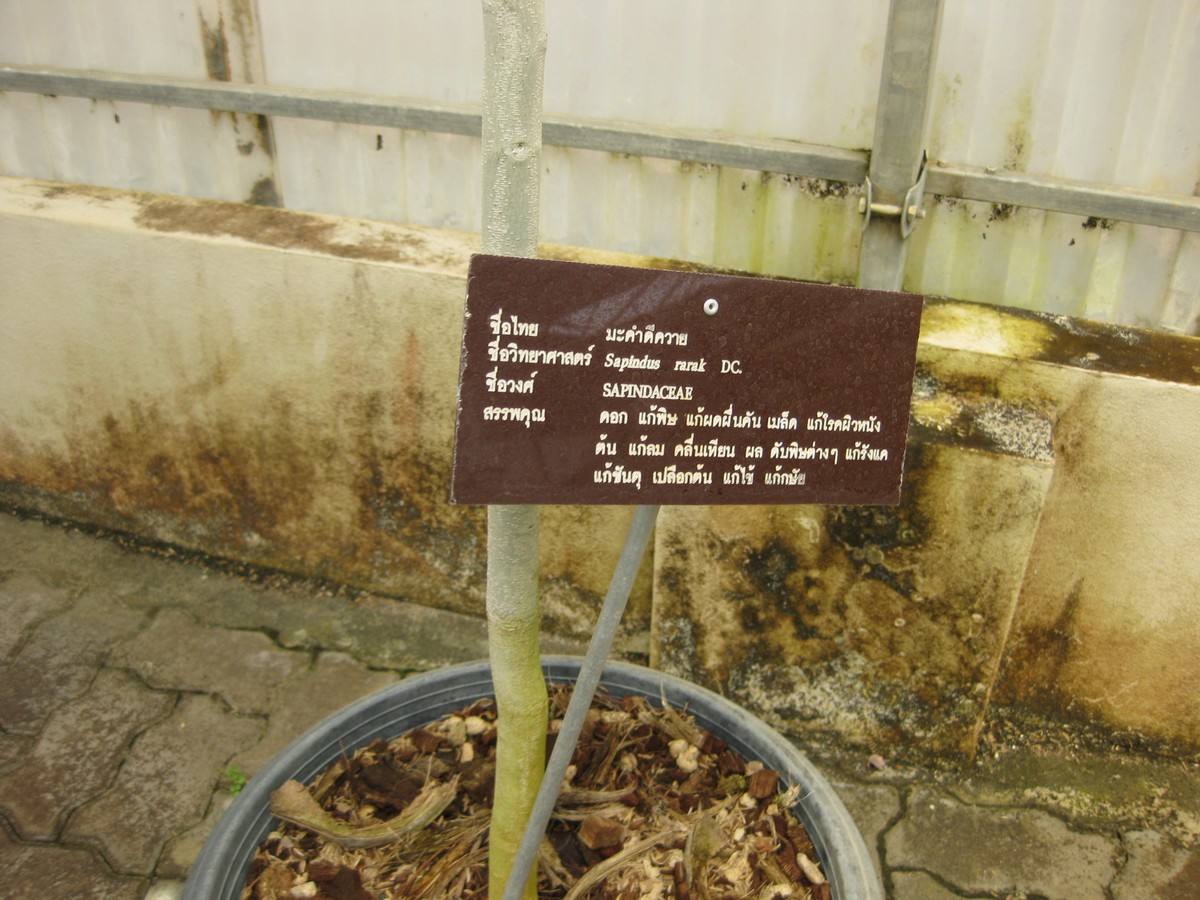
Panneau descriptif en langue siamoise d'un Sapindus raka et son tronc, Jardin botanique de la reine Sirikit, Thaïlande
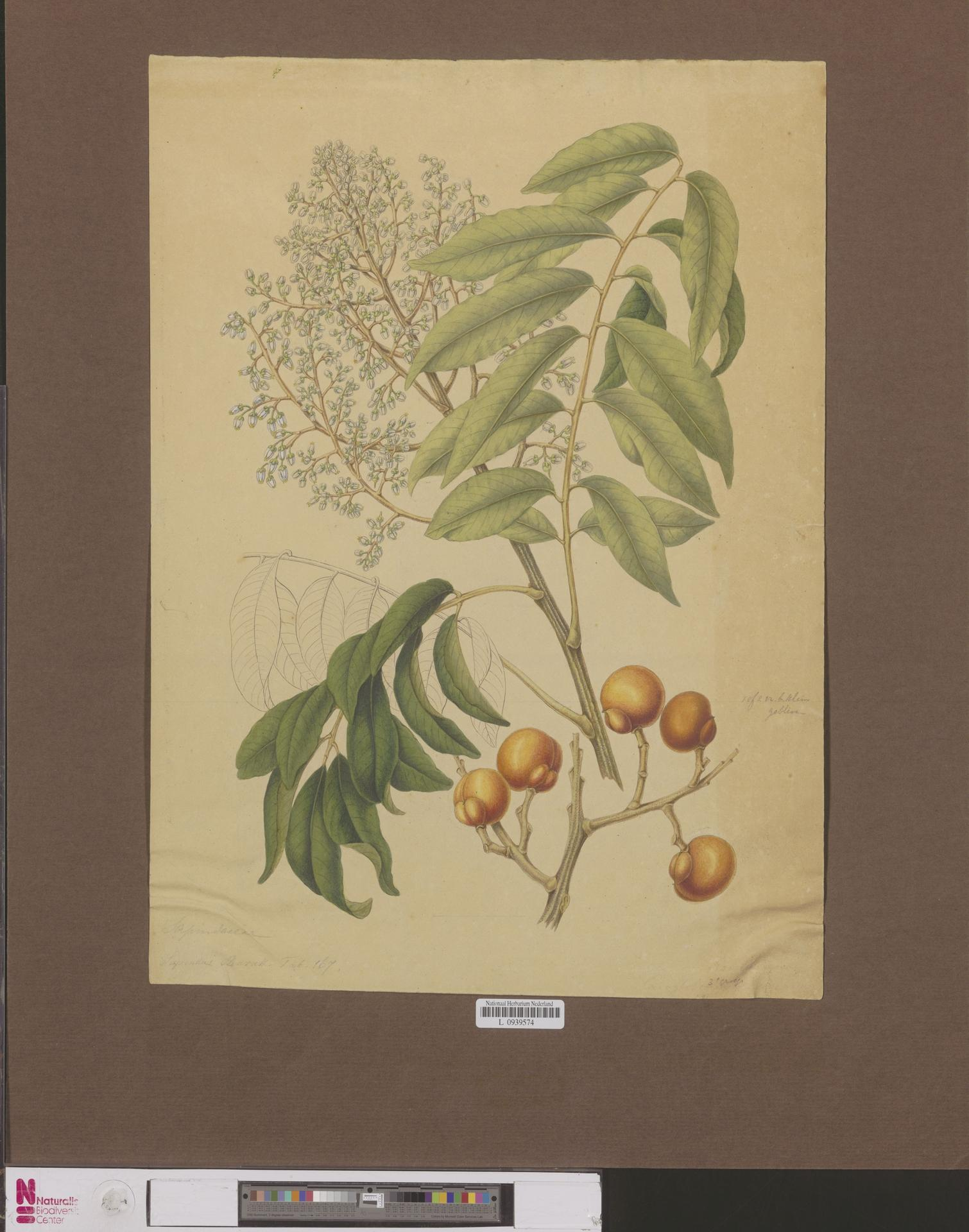
Planche de Sapindus raka réalisée par un artiste inconnu et publiée en 1847, collection du Centre de biodiversité Naturalis de Leyde, Pays-bas
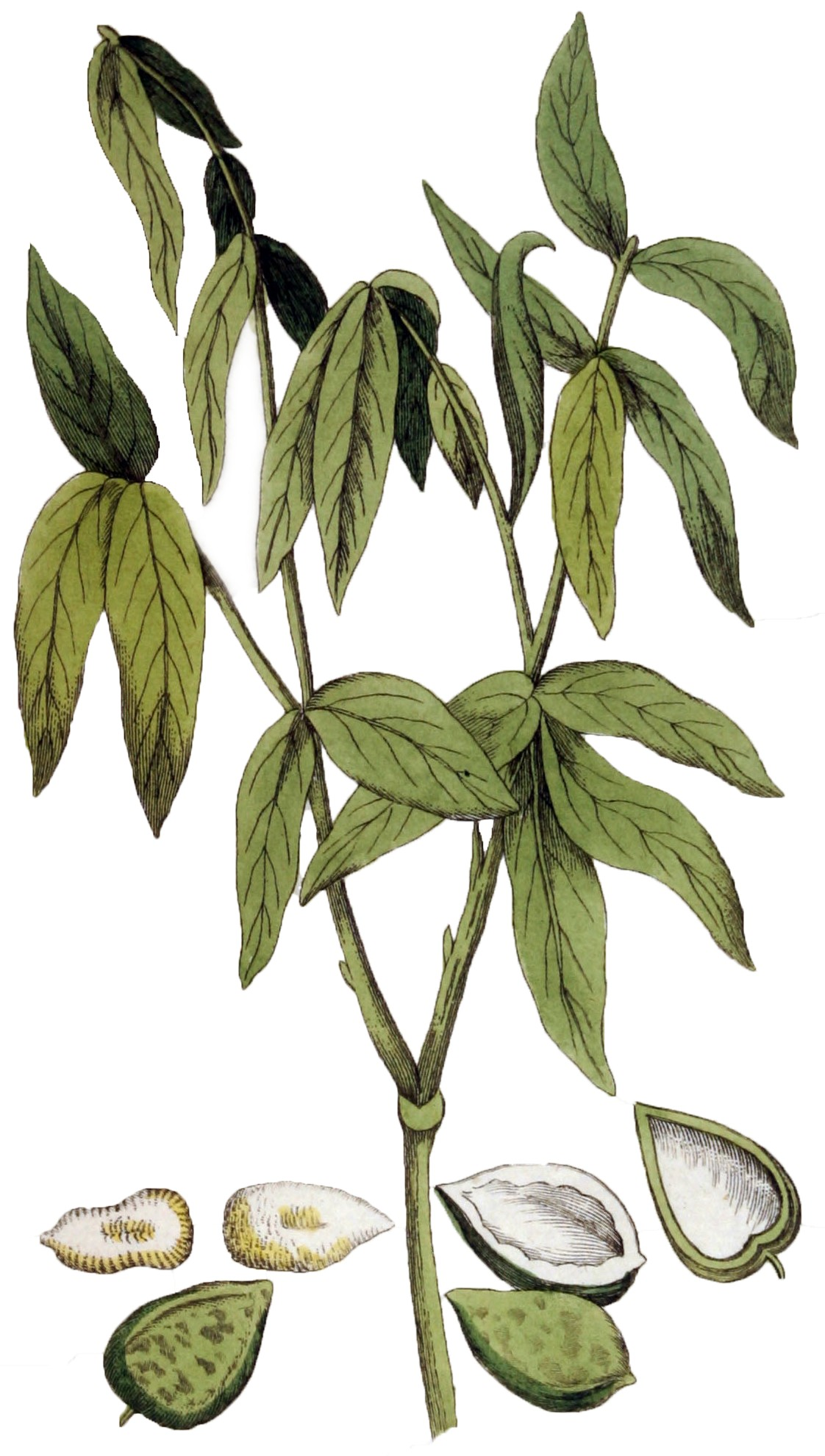
Planche de Sapindus saponeria réalisée par le botaniste Adolphus Ypey, publiée en 1813